# Boško Buha
Boško Buha (en serbe cyrillique : Бошко Буха ; né en 1926 à Gradina près de Virovitica - mort le 28 novembre 1943 à Jabuka), était un Partisan communiste qui s'est battu en Yougoslavie contre les nazis lors de la Seconde Guerre mondiale. Il a reçu le titre de héros national de la Yougoslavie le 20 décembre 1951. Il est enterré dans l'Allée des citoyens méritants du nouveau cimetière de Belgrade.

## Biographie
Boško Buha est né en 1926, en Slavonie, dans le hameau de Gradina près de Virovitica. Il faisait partie d'une famille de paysans pauvres qui s'était installée dans la région de Podravina après la Première Guerre mondiale. Après ses études élémentaires, Boško Buha resta dans son village et se consacra à l'agriculture.
En 1941, après l'invasion de la Yougoslavie et l'occupation du royaume par les forces de l'Axe, l'État indépendant de Croatie fut créé et la famille de Boško Buha, comme beaucoup de familles d'origine serbe, devint la cible des Oustachis et dut se réfugier en Serbie, dans la région de la Mačva.
Au cours de l'été 1941, Boško Buha, alors âgé de 15 ans, s'engagea dans le Détachement de Partisans de la Mačva. Tombé malade, il fut admis à l'hôpital des Partisans de la république d'Užice. Après le retrait des Partisans dans le Sandžak, Boško Buha rejoignit le Détachement de Partisans d'Užice et, après la formation de la Deuxième brigade prolétarienne le 1er mars 1942 à Čajniče, Boško en fit partie en tant que membre du Quatrième bataillon d'Užice. Boško Buha représenta la Brigade au premier congrès de la Ligue anti-fasciste de la jeunesse de Yougoslavie (Ujedinjeni savez antifašističke omladine Jugoslavije ; en abrégé : USAOJ), qui se tint en décembre 1942 dans la république de Bihać libérée des nazis. Alors âgé de seize ans, de constitution frêle, il monta à la tribune et prononça un discours qui commençait ainsi : « Je vais vous dire, camarades, comment nous allons attaquer les bunkers » ; son plan suscita l'enthousiasme des délégués et Josip Broz Tito, qui assistait au congrès, se leva pour le féliciter.
Boško Buha participa à la bataille de la Neretva et à la bataille de la Sutjeska. Il fut tué le 28 septembre 1943 dans les environs de Jabuka, près de Prijepolje, dans une embuscade organisée par les Tchetniks.

## Postérité
En 1964, le mémorial de Boško Buha a été construit à Jabuka ; il est aujourd'hui inscrit sur la liste des sites mémoriels d'importance exceptionnelle de la république de Serbie.
De nombreuses écoles élémentaires portent son nom. Le Théâtre Boško Buha de Belgrade, une scène destinée aux enfants et créée en 1950, est ainsi nommé en son honneur. En 1978, le réalisateur Branko Bauer a sorti un film intitulé Boško Buha retraçant sa vie.